# Лаура Шигихара
Лаура Шигихара — композитор музыки для компьютерных игр и автор-исполнитель. Она создала музыку более чем для 25 видеоигр, а общемировую известность получила после работы Plants vs. Zombies в качестве ведущего композитора и звукового дизайнера. В финальных титрах игры Plants vs. Zombies исполнила песню «Zombies on Your Lawn». Поскольку Лаура наполовину японка, она также написала и исполнила японскую версию песни «Uraniwa ni Zombies ga». Шигихара участвовала в озвучивании питомца Singing Sunflower для World of Warcraft: Cataclysm, а также в музыкальном проекте Акиры Ямаока «Play for Japan», наряду с другими композиторами, такими как Нобуо Уэмацу и Ясунори Мицуда.

## Биография
Мать Лауры французско-американского происхождения, а отец — японец, и Лаура росла и в США, и в Японии. Она обучалась классической игре на фортепиано в течение 11 лет, и сама научилась играть на гитаре и ударных. Лауре с раннего возраста нравились видеоигры, и она на слух подбирала саундтреки на фортепиано. В колледже она получила старую версию синтезатора Cakewalk, который использовала, чтобы воссоздавать саундтреки из старых игр и создавать собственные композиции. После того, как друг слил её записи для звукозаписывающей студии в Японии, Шигихаре предложили контракт певицы, который в итоге был расторгнут по личным мотивам.
Вскоре после возвращения в США Шигихара устроилась на работу в качестве директора по звуку в компанию, которая производила аудиоматериалы для ток-шоу и английские учебные материалы с помощью Apple Япония. Она также выпустила студийный альбом и свой первый саундтрек для игры Wobbly Bobbly. Она была так взволнована при работе над саундтреком, что сказала, что будет работать совершенно бесплатно. Компании понравилась её работа, после чего ей заплатили за работу и заключили контракт на создание музыки для будущих проектов. Лаура создала саундтреки для более чем для 25 видеоигр, включая Plants vs. Zombies, Ghost Harvest, World of Warcraft, Minecraft, а также инди-шедевров To the Moon и Finding Paradise. В свободное время она также работала над музыкой для игры Melolune. Участвовала в музыкальном проекте Акиры Ямаока «Play for Japan», на котором исполнила песню «Jump». 16 ноября 2011 года она выпустила сингл «Cube Land», относящийся к Minecraft и Plants vs. Zombies. Она также хорошо известна своими музыкальными пародиями на музыку из Minecraft и основной песни Minecraft «Cube Land».

## Об игре «Rakuen»
В 2017 году Лаура выпустила собственную игру Rakuen, в которой она была исполнительным директором, продюсером, композитором и сценаристом. В разработке игры ей помогло сообщество с её форума.
Эта игра была очень хорошо воспринята критиками и игроками. За последующие годы она волонтёрскими усилиями локализована на 12 языков и постоянно ведётся работа над другими.

## Дискография
Работы Лауры Шигихары включают:
- «Cube Land» (Minecraft)
- Оригинальный саундтрек To the Moon (Freebird Games) совместно с Каном Гао
- «From the Ground Up» (Minecraft)
- «Celestial Beings» (Celestial Mechanica)
- Plants vs. Zombies: The Soundtrack (Plants vs.Zombies)
- «Blood Elf Druids» (World of Warcraft)
- «Super Sweet Boy» (Super Meat Boy)
- Melolune: The Original Soundtrack Part 1 (Melolune, оригинальная игра Лауры Шигихары созданная на движке RPG Maker XP)
- «My Blue Dream»
- «Everything’s Alright» (To the Moon)
- В партнёрстве с C418 в «Tsuki no Koibumi» (C418’s, one)[13].
- «First Day» (High School Story)
- «Aether C» (The Basement Collection)
- Оригинальный саундтрек Finding Paradise вместе с Каном Гао
- «Wish My life Away» (Finding Paradise)
- «Don’t Forget» (Deltarune)
- «Work Hard, Play Hard» (Counter-Strike: Global Offensive)